# Mars 1763
Cette page présente les faits marquants du mois de mars 1763.

## Événements
- 7 mars : le Conseil d’État fait appel du jugement du parlement de Toulouse au sujet de l’Affaire Calas[1].

## Naissances
- 1er mars : Louis-Henri-Scipion du Roure (homme politique français)
- 2 mars :
  - Jean Félix Larroche (homme politique français)
  - Antoine Sauzéa (homme politique français)
- 3 mars :
  - Antoine Denis Chaudet (sculpteur français)
  - Joseph-Octave Plessis (ecclésiastique canadien)
  - Victor Yvart (agronome français)
- 6 mars : Jean-Xavier Lefèvre (compositeur français)
- 7 mars : Léger-Félicité Sonthonax (homme politique français)
- 8 mars : Jean-Victor Tesnière-Bresménil (homme politique français)
- 9 mars :
  - William Cobbett (homme politique britannique)
  - Juan Romero Alpuente (homme politique espagnol)
- 10 mars :
  - Jean-Baptiste-Luc Bailly (ecclésiastique français)
  - Pierre de Maurey d'Orville (historien français)
- 11 mars :
  - Bertrand Fornier de Saint-Lary (homme politique français)
  - José Miguel Pey (homme d’État colombien)
- 12 mars : Pierre-Arnaud Dartigoeyte (homme politique français)
- 13 mars :
  - Guillaume Brune (maréchal d'Empire)
  - Friedrich Bury (peintre allemand)
- 14 mars : Georges Bergasse de Laziroules (homme politique français)
- 15 mars :
  - James Bramston (prélat anglais)
  - Joseph Morel (militaire français)
  - Pierre-Joseph Tiolier (graveur de monnaie français)
- 17 mars :
  - Motoori Haruniwa (linguiste japonais)
  - Pierre Nicollon des Abbayes (miltaire français)
  - Sébastien Viala (militaire français)
- 18 mars :
  - Friedrich Gottlob Hayne (botaniste allemand)
  - Martin Vignolle (militaire français)
- 19 mars : Antoine-Joseph Dariste (homme politique français)
- 21 mars : Jean Paul (écrivain allemand)
- 23 mars : Fédor Rostopchine (homme politique russe)
- 24 mars :
  - William Artaud (peintre anglais)
  - Sebald Justinus Brugmans (médecin néerlandais)
  - Charles-Marie Jurien (haut fonctionnaire français)
- 25 mars : José Espinosa y Tello (astronome espagnol)
- 26 mars : Gottlob Bachmann (compositeur allemand)
- 28 mars : Pierre-Charles Pottofeux (homme politique français)
- 29 mars :     Samuel Woodforde (peintre britannique)

## Décès
- 1er mars : William Wentworth (homme politique britannique)
- 2 mars :
  - Baldassare Cenci (ecclésiastique italien)
  - Antoine Walsh (homme politique français)
- 4 mars : Johan Hörner (peintre danois)
- 5 mars : William Smellie (obstétricien écossais)
- 10 mars : Jean Hupeau (architecte français)
- 15 mars : Peter Shaw (médecin anglais)
- 18 mars : Nicolas Delobel (peintre français)
- 24 mars : Catherine Charlotte De la Gardie (noble suédoise)
- 30 mars : Ridolfino Venuti (archéologue italien)
- 31 mars : Marco Foscarini (homme politique italien)